# アムールパイク
アムールパイク（英:Amur pike 、学名:Esox reichertii）は、カワカマス目カワカマス科に分類される淡水魚。単にカワカマス（川魳）というと本種を指す。戦前はカモグチと公称された。
日本では2016年に特定外来生物に指定され、飼育、保管、運搬、輸入が制限されている。

## 分布
アムール川水系(中国東北部、ロシア沿海地方)、モンゴル、樺太に分布する。

## 形態
体形は長大な円筒形で、尾柄部はやや側偏する。背面は灰褐色で、その輪郭は直線的である。体側から腹部にかけては青灰色。全身には明瞭な小黒斑が散在する。目は顔の上部につく。吻は横に幅広く、先が尖る。口は大きく、下顎がやや突き出る。背鰭と尻鰭は体のきわめて後方に位置する。脂鰭はない。尾鰭は湾入する。

## 生態
大河や湖沼などの広大な水域を好む。主に早朝と夕方に活動し、開けた場所の水面付近、または岸近くの水生植物帯を遊泳しながら小魚を探す。小魚を発見すると、姿を隠しながらゆっくりと距離を縮め、十分に近付いた時点で襲いかかる。
自分の棲息域に回遊してきた魚を捕食するので、季節によって餌となる魚の種類が変化する。G. V. ニコルスキーが1945年から1949年にかけてアムール川で行った生態調査では、春はフナ(Carassius auratus)、夏はキタノウグイ(Leuciscus waleckii)やヨコグチ(Xenocypris macrolepis)、初秋はヨコグチやカワイワシ(Hemiculter leucisculus)、晩秋はフナやイシカリワカサギ(Hypomesus olidus)を主に捕食し、冬季は越冬場所の重なるさまざまな種類の魚を捕食していた。
繁殖行動は4月から6月上旬、雪解け水によって水位の上がった岸辺で行われる。まずメスが水没した草むらに進入し、その後を複数のオスが追従する。オスはメスに追いつくとメスの周りを取り囲み、メスに体を激しくぶつけて刺激し、産卵を促す。産卵、放精が完了すると、オスはメスに攻撃されないように速やかに散らばる。